# آگاهی پیرامونی–هنگامی
آگاهی پیرامونی–هنگامی (به انگلیسی: Spatial–temporal reasoning) موضوع پژوهشی میان‌رشته‌ای در هوش مصنوعی است که از علوم رایانه، علوم شناختی و روان‌شناسی شناختی کمک می‌گیرد تا سامانه‌های یارانه‌ای بتوانند دربارهٔ پیرامون و هنگام (مکان و زمان) خودآگاهی و ادراک پیدا کنند که در ذهن انسان نیز نمونه آن دیده می‌شود.
ذهن انسان توانایی آگاهی از رخدادها و فضاهای پیرامون خویش را دارد و افزون بر آن می‌تواند بازه هنگامی یا زمانی رخدادها را نیز شناسایی کند و نایکسانی رخدادهایی را که در دو محور پیرامونی و هنگامی مختلف رخ داده‌اند را بشناساند. هدف کاربردی این موضوع مطالعاتی از دیدگاه محاسبات یارانه‌ای توسعه سامانه‌هایی خودکاره برای مسیریابی رباتی است به شکلی که درک از پیرامون و هنگام خود داشته باشند.
آگاهی پیرامونی–هنگامی از دانش پس‌زمینه‌ای عمومی انسان برمی‌خیزد که بر اساس آن دیدگاه انسانی ما از واقعیت فیزیکی شکل می‌گیرد. از نظر روشی، محاسبات محدودیت کیفی دایره واژگان نظریه‌های ریاضی غنی که به موجودات زمانی یا پیرامونی می‌پردازند را محدود می‌کنند، به گونه‌ای که جنبه‌های خاصی از این نظریه‌ها می‌توانند در قطعات قابل تصمیم‌گیری با زبان‌های کیفی ساده (غیر فضای متری) مورد بررسی قرار گیرند. بر خلاف نظریه‌های ریاضی یا فیزیکی دربارهٔ فضا و زمان، محاسبات محدودیت کیفی امکان استدلال نسبتاً کم‌هزینه دربارهٔ موجودات واقع در پیرامون (مکان) و هنگام (زمان) را فراهم می‌کنند. به همین دلیل، محدودیت بیان‌گری فرمالیسم تجزیه و تحلیل کیفی یک مزیت است اگر چنین وظایف استدلالی نیاز باشد که در برنامه‌ها ادغام شوند. به عنوان مثال، برخی از این محاسبات می‌توانند برای پردازش مسائل مرتبط به فضا در سامانه اطلاعات جغرافیایی به‌طور کارآمد پیاده‌سازی شوند و برخی ممکن است برای ناوبری و ارتباط با یک ربات سیار به کار گرفته شود.

## آگاهی هنگامی از دوران باستان تا دوران مدرن
بحث‌های مرتبط با زمان و استدلال دربارهٔ زمان به دوران باستان بازمی‌گردد و نمونه‌هایی حتی در کتاب مقدس نیز یافت می‌شوند. پارادوکس معروف پیکان زنون به ماهیت زمان اشاره دارد و مفهوم تغییر را به چالش می‌کشد. شناخته‌شده‌ترین و احتمالاً پراستنادترین مثال، سناریوی نبرد دریایی است که توسط ارسطو در کتاب تفسیرات (فصل ۹) مطرح شده است. ارسطو استدلال کرد که گزاره‌هایی مانند «فردا نبرد دریایی خواهد بود» و همچنین پیش‌بینی مخالف آن «فردا نبرد دریایی نخواهد بود»، ضرورتاً برقرار نیستند و از این رو در حال حاضر فاقد ارزش صدق قطعی‌اند، در حالی که اذعان می‌کند ضروری است که یا فردا نبرد دریایی خواهد بود یا نه. کمی بعد، فیلسوف دیودوروس کرونوس مسئلهٔ رویدادهای احتمالی آینده را در استدلال معروف استاد خود نشان داد که او را به این نتیجه رساند که «امکان‌پذیر» به معنای «آنچه هست یا خواهد بود» تعریف شود. برای بحثی جامع دربارهٔ استدلال دیودوروس، به عنوان مثال به آثار رشیر و اورکارت (۱۹۷۱، فصل XVII) و مدخل رویدادهای احتمالی آینده مراجعه کنید.
بحث‌های فلسفی دربارهٔ زمان و احتمالی بودن آینده در قرون وسطی ادامه یافت، جایی که نویسندگانی چون پیتر آئوریول، ویلیام اوکام و لوئیس مولینا به این موضوع پرداختند. پرسش محوری این بود که چگونه می‌توان پیش‌دانی خداوند را با ایده آزادی انسان‌ها آشتی داد. برای مثال، اوکام ایده آینده‌ای حقیقی یا فعلی را پذیرفت و معتقد بود که رویدادهای احتمالی آینده یا درست هستند یا نادرست، اگرچه فقط خداوند از ارزش‌های صدق آن‌ها آگاه است. به گفته اوکام، این به معنای آن نیست که رویدادهای احتمالی آینده ضروری هستند: بلکه انسان‌ها همچنان گزینه‌های متفاوتی برای انتخاب دارند. بعدها، چندین فیلسوف و منطق‌دان به مسئلهٔ ارتباط زمان و حالت پرداختند و راه‌حل‌های متفاوتی پیشنهاد کردند. سی.اس. پیرس با این ایده که رویدادهای احتمالی آینده می‌توانند ارزش صدق قطعی داشته باشند مخالفت کرد. او این نظر را پیش برد که تنها زمان حال و گذشته واقعی هستند، در حالی که آینده حوزه امکان و ضرورت است.

## تأثیر از روان‌شناسی شناختی
درک پیرامونی–هنگامی نخستین ادراکی است که نوزادان انسان به دست می‌آورند و پس از آن جهت‌یابی (بالا، پایین، راست و چپ) و درک از فواصل بین پدیده‌ها را می‌یابند. رابطه ارتباطی اولین رابطه پیرامونی است که نوزادان انسان به دست می‌آورند، و پس از آن درک روابط جهت‌گیری و روابط فاصله انجام می‌شود. روابط داخلی بین سه نوع رابطه پیرامونی می‌توانند به صورت محاسباتی و سیستماتیک در چارچوب نظریه منشور شناختی به شرح زیر توضیح داده شوند: (۱) رابطه ارتباطی ابتدایی است؛ (۲) یک رابطه جهت‌گیری رابطه مقایسه فاصله است: شما در جلوی من می‌توانید به این صورت تفسیر شود که شما به سمت جلو من نزدیک‌تر از سمت‌های دیگرم هستید؛ (۳) یک رابطه فاصله یک رابطه ارتباطی است که از یک شیء سوم استفاده می‌کند: «شما یک متر از من فاصله دارید» می‌تواند به این صورت تفسیر شود که یک شیء به طول یک متر به‌طور همزمان با دیگری و ما ارتباط دارد